# Taitaapalis
Taitaapalis (Apalis fuscigularis) är en akut utrotningshotad, afrikansk tätting i familjen cistikolor som enbart förekommer i ett litet område i Kenya.

## Utseende och läten
Taitaapalis är en medelstor (11-12 cm), trädlevande sångare. Ovansidan är sotgrå, med mörkare vingar och stjärt. Undertill är den svart på strupe och bröst, medan den är smutsvit eller vit på buk och undergump. Ögonen är silvervita. Lätet är ett upprepat "pilllipp pillipp".

## Utbredning och systematik
Taitaapalis förekommer enbart i sydöstra Kenya, i Taitabergen. Vissa kategoriserar den som underart till ringapalis.

### Familjetillhörighet
Cistikolorna behandlades tidigare som en del av den stora familjen sångare (Sylviidae). Genetiska studier har dock visat att sångarna inte är varandras närmaste släktingar. Istället är de en del av en klad som även omfattar timalior, lärkor, bulbyler, stjärtmesar och svalor. Idag delas därför Sylviidae upp i ett antal familjer, däribland Cisticolidae.

## Status
Fågeln har ett mycket litet utbredningsområde och en världspopulation på uppskattningsvis endast mellan 210 och 430 vuxna individer. Dess levnadsmiljö fragmenteras och förstörs till följd av skogsavverkning. Sentida studier visar att arten minskar mycket kraftigt i antal. Internationella naturvårdsunionen IUCN kategoriserar därför arten som akut hotad.